# Gintautas Babravičius
Gintautas Babravičius (ur. 8 września 1955 w Kłajpedzie) – litewski przedsiębiorca, samorządowiec i polityk, poseł na Sejm Republiki Litewskiej (2000–2004).

## Życiorys
W dzieciństwie uczył się w szkole im. Kristijonasa Donelaitisa w Kłajpedzie, naukę kontynuował w wileńskim liceum im. Antanasa Vienuolisa. W 1973 podjął studia w Wileńskim Instytucie Inżynierii Budownictwa (przemianowanych później na Wileński Uniwersytet Techniczny im. Giedymina), które ukończył w 1978.
W czasach radzieckich pracował w przedsiębiorstwach państwowych na stanowiskach dyrektorskich. W 1988 stworzył organizację "Centras", którą trzy lata później przekształcił w spółkę akcyjną pod nazwą "Los Centras", stając na jej czele. Do spółki należała m.in. stacja radiowa "Radiocentras". W latach 90. był m.in. przewodniczącym litewskiego stowarzyszenia radia i telewizji.
W 1994 przystąpił do Litewskiego Związku Liberałów. Od 2003 należał do Związku Liberałów i Centrum. Wszedł w skład władz centralnych partii (rady i zarządu), został przewodniczącym jej wileńskiego oddziału. Od 2000 do 2004 sprawował mandat posła na Sejm Republiki Litewskiej. W latach 2000–2003 zasiadał jednocześnie w radzie miejskiej w Święcianach. W 2007 został wybrany w skład rady miejskiej Wilna.
W wyborach parlamentarnych w 2008 bezskutecznie kandydował na posła. Objął funkcję zastępcy mera Wilna. W 2009 wybrano go na przewodniczącego Związku Liberałów i Centrum (pełnił tę funkcję do 2011). Został członkiem Europejskiego Komitetu Regionów. Bez powodzenia ubiegał się o mandat radnego Wilna w wyborach w 2011 i posła w 2012. Po rozwiązaniu LiCS dołączył do Litewskiego Związku Wolności, z jego listy wystartował w wyborach do Sejmu w 2016. W 2020 i 2024 był kandydatem do parlamentu z ramienia powstałej m.in. na bazie tej partii Wolności i Sprawiedliwości. W 2023 został wybrany na radnego Wilna.